# Equip de resposta ràpida
Un equip de resposta ràpida (RRT), també conegut com a equip d'emergències mèdiques (MET) i equip de resposta d'alta agudesa (HART), és un equip de proveïdors d'atenció mèdica que respon als pacients hospitalitzats amb signes primerencs de deteriorament a les unitats de cures no intensives. per prevenir l'aturada respiratòria o cardíaca. Els professionals de la salut estan formats en intervencions de reanimació primerenca i suport vital avançat i poden incloure un metge, una infermera, un farmacèutic o un terapeuta respiratori. L'RRT, l'equip d'emergència mèdica (MET), l'equip d'atenció crítica (CCOT) i l'equip mòbil són formes diferents del component sortint del sistema de resposta ràpida. L'equip respon a les trucades fetes per metges o famílies al costat del llit que han detectat un deteriorament. Alguns equips també poden oferir atenció durant el transport entre hospitals, actuant com a equip de transport de cures crítiques.

## Objectius
L'objectiu principal dels Equips de Resposta Ràpida (RRT) és reduir el nombre d'aturades cardíaques inesperades (CRA), que seria el principal agreujament del pacient hospitalitzat. Per a això, la RRT utilitza paràmetres objectius, especialment els canvis en els signes vitals i subjectius, com la impressió de l'equip del pacient per intentar predir un agreujament. S'han provat i s'utilitzen diversos models arreu del món, amb variacions tant en l'activació com en el servei.

## Eficàcia
Sembla que els equips de resposta ràpida disminueixen les taxes d'aturada respiratòria i cardíaca fora de la unitat de cures intensives. També sembla que disminueixen la possibilitat de mort a l'hospital. L'efectivitat global dels RRT és una mica controvertida a causa de la variabilitat entre estudis.